# تارابای
مهارانی تارابای بوساله ( به مراتی : [t̪aːɾabaːi ; با نام خانوادگی  موهیته ;  1675 - 9 دسامبر 1761) از سال 1700 تا 1708 نایب‌السلطنه امپراتوری مراتا بود . او ملکه راجارام اول و عروس شیواجی اول، بنیانگذار پادشاهی، بود . او به خاطر نقشش در زنده نگه داشتن مقاومت علیه حکومت گورکانی در کنکان و ایفای نقش نایب‌السلطنه پادشاهی مراتا در دوران خردسالی پسرش، شیواجی دوم ، مورد تحسین قرار گرفته است . او نیروهای مغول اورنگ‌زیب را در چندین نبرد شکست داد و پادشاهی مراتا را گسترش داد.

## زندگینامه

### اوایل زندگی
تارابای از خاندان موهیته بود . او دختر هامبیرائو موهیته ، فرمانده کل شیواجی ، بنیانگذار پادشاهی مراتا بود . خواهر هامبیرائو، سویارابای، ملکه شیواجی و مادر پسر کوچکترش راجارام اول بود . تارابای در سن ۸ سالگی در سال ۱۶۸۲ با راجارام ازدواج کرد و همسر دوم او شد.
پس از مرگ برادر ناتنی و سلفش چاتراپاتی سامباجی مهاراج ، راجارام از سال ۱۶۸۹ تا ۱۷۰۰ بر پادشاهی مراتا حکومت کرد، زمانی که همسر اولش جانکیبای ملکه همسر بود. پس از مرگ راجارام در مارس ۱۷۰۰، تارابای پسر نوزادش، شیواجی دوم (که بعدها با نام شیواجی اول کولهاپور شناخته شد) را به عنوان جانشین راجارام و خودش را به عنوان نایب‌السلطنه اعلام کرد.

### فرماندهی تارابای
همچنین ببینید: جنگ‌های مغول-مراتا 
تارابای به عنوان نایب السلطنه، مسئولیت جنگ علیه نیروهای امپراتور مغول، اورنگ زیب ، را بر عهده گرفت . تارابای در حرکت سواره نظام مهارت داشت و خود در طول جنگ‌ها حرکات استراتژیک انجام می‌داد. او شخصاً جنگ را رهبری کرد و به مبارزه علیه مغول‌ها ادامه داد. آتش‌بس به مغول‌ها پیشنهاد شد، اما امپراتور مغول فوراً آن را رد کرد و تارابای به مقاومت مراتهه‌ها ادامه داد.
پس از نبرد ساتارا ، اورنگ زیب با هزینه جانی و مالی هنگفتی برای هر وجب از خاک دکن جنگید. اورنگ زیب به سمت غرب پیشروی کرد و تا اعماق قلمرو مراتهه پیشروی کرد و به ویژه ساتارا (پایتخت مراتهه) را فتح کرد. مراتهه‌ها به سمت شرق و به سرزمین‌های مغولی استان حیدرآباد گسترش یافتند . اورنگ زیب بیش از دو دهه بدون هیچ نتیجه‌ای در دکن جنگ مداومی را آغاز کرد و در نتیجه حدود یک پنجم ارتش خود را از دست داد.
نشانه‌هایی از فشار در اواخر سال ۱۷۰۱ در اردوی مغول‌ها دیده می‌شد. اسد خان ، پدر جلفیکار خان، به اورنگ زیب توصیه کرد که جنگ را پایان دهد و تغییر موضع دهد. این لشکرکشی پیش از این خسارات عظیمی، بسیار بیشتر از آنچه در ابتدا برنامه‌ریزی شده بود، بر امپراتوری وارد کرده بود و به نظر می‌رسید که ۱۷۵ سال حکومت مغول‌ها به دلیل درگیر شدن در جنگی که پیروزی در آن ممکن نبود، ممکن است فرو بریزد. [ نیازمند منبع ]
تا سال ۱۷۰۵، مراتهه‌ها از رودخانه نارمادا عبور کرده و حملات کوچکی به مالوا انجام دادند و بلافاصله عقب‌نشینی کردند. دابهاده با ۸۰۰۰ نفر نیرو به نیروهای محمد خان که تقریباً چهارده هزار نفر بودند حمله کرد و آنها را شکست داد. این امر باعث شد که تمام سواحل گجرات برای مراتهه‌ها کاملاً باز شود. آنها بلافاصله حلقه محاصره خود را بر زنجیره‌های تدارکاتی مغول تنگ‌تر کردند. تا پایان سال ۱۷۰۵، مراتهه‌ها به هند مرکزی و گجرات که در تصرف مغول‌ها بود، نفوذ کرده بودند. نماجی شینده، مغول‌ها را در فلات مالوا شکست داد .
در سال ۱۷۰۶، تارابای برای مدت کوتاهی ۴ روز توسط نیروهای مغول اسیر شد، اما پس از اینکه اردوگاه مغول - که در آن نگهداری می‌شد - توسط مراتهه‌ها مورد کمین قرار گرفت، فرار کرد. در سال ۱۷۰۶، مغول‌ها شروع به عقب‌نشینی از قلمرو مراتهه کردند. [ نیازمند منبع ] کشور مراتهه با خبر مرگ اورنگ زیب، که در سال ۱۷۰۷ در احمدنگر درگذشت و در خلدآباد نزدیک اورنگ آباد، ماهاراشترا به خاک سپرده شد، آسوده خاطر شد. 
جادونات سارکار ، مورخ برجسته هندی، به ویژه مورخ سلسله مغول، در مورد سال‌های 1700-1707 اظهار داشته است: «در این دوره، نیروی هدایتگر عالی در ماهاراشترا هیچ وزیری نبود، بلکه ملکه تارابای، ملکه بیوه، بود. نبوغ اداری و قدرت شخصیت او ملت را در آن بحران وحشتناک نجات داد.» 

### درگیری با شاهو
برای ایجاد تفرقه در نیروهای مراتهه، اعظم شاه ، پسر اورنگ زیب، به توصیه سردارش ذوالفقار خان، شاهو اول ، پسر سمباجی و برادرزاده تارابای را با شرایطی خاص آزاد کرد. شاهو بلافاصله تارابای و پسرش شیواجی دوم را برای رهبری حکومت مراتهه به چالش کشید.
در آن زمان، تارابای از ژنرال‌های مراتا وفاداری طلب کرد و گفت که سمباجی (پدر شاهو) پادشاهی را که شیواجی ایجاد کرده بود از دست داده است. راجارام با تلاش‌های خود آن پادشاهی را دوباره به دست آورده بود و بنابراین این همان پادشاهی نبود، بلکه پادشاهی جدیدی بود که راجارام ایجاد کرده بود. 
شاهو سرانجام به دلیل جایگاه قانونی خود و دیپلماسی پیشوا بالاجی ویشوانات ، تارابای را کنار زد و او را به حاشیه راند . تارابای در سال 1709 درباری رقیب در کولاپور تأسیس کرد و پسرش شیواجی دوم را به عنوان اولین چاتراپاتی کولاپور، معروف به شیواجی اول کولاپور، منصوب کرد. با این حال، شیواجی اول کولاپور در سال 1714 توسط بیوه دیگر راجارام، راجاسابایی، که پسرش، سمباجی دوم ، را به تخت سلطنت نشاند، برکنار شد. سمباجی دوم، تارابای و پسرش را زندانی کرد. شیواجی اول کولاپور در سال 1726 درگذشت. تارابای بعداً در سال 1730 با شاهو اول آشتی کرد و به ساتارا رفت تا بدون هیچ قدرت سیاسی زندگی کند.

### درگیری با پیشوا بالاجی باجی رائو
در دهه ۱۷۴۰، در آخرین سال‌های زندگی شاهو، تارابای مرد جوانی را که به ادعای او نوه‌اش و از نوادگان مستقیم شیواجی بود، به شاهو اولِ بی‌وارث تقدیم کرد. او ادعا کرد که راجارام پس از تولدش برای محافظت از او پنهان شده و توسط همسر یک سرباز بزرگ شده است. شاهو که پسری از خود نداشت، مرد جوانی را به فرزندی پذیرفت که بعدها با عنوان راجارام دوم (که با نام راماراجا نیز شناخته می‌شود) جانشین او شد. 
پس از مرگ شاهو در سال 1749، راجارام دوم به عنوان چاتراپاتی جانشین او شد . هنگامی که بالاجی باجی رائو به مرز مغول رفت، تارابای از راجارام دوم خواست تا او را از سمت پیشوا برکنار کند . وقتی راجارام امتناع کرد، او را در 24 نوامبر 1750 در سیاه‌چالی در ساتارا زندانی کرد.  او همچنین ادعا کرد که او یک شیاد است و او را به دروغ به عنوان نوه خود به شاهو معرفی کرده است. 
در اوایل اکتبر 1750، تارابای با اومابای دابهاده ملاقات کرد ، که او نیز از پیشوا کینه داشت. اومابای 15000 سرباز به رهبری داماجی رائو گئکواد را در حمایت از تارابای اعزام کرد. گئکواد نیرویی 20000 نفری به رهبری تریمباکرائو پورانداره، وفادار به پیشوا، را در نیمب، شهری کوچک در شمال ساتارا، شکست داد. سپس او به ساتارا لشکرکشی کرد و در آنجا توسط تارابای مورد استقبال قرار گرفت. با این حال، تریمباکرائو ارتش خود را دوباره تشکیل داد و در 15 مارس به ارتش گئکواد که در سواحل رودخانه ونا اردو زده بود، حمله کرد . گئکواد در این نبرد شکست خورد و با تلفات سنگین مجبور به عقب نشینی شد. 
در همین حال، بالاجی باجی رائو از مرز مغول بازگشت و در ۲۴ آوریل به ساتارا رسید. او به پادگان یاواتشوار در ساتارا حمله کرد و نیروهای تارابای را شکست داد. او قلعه ساتارا را محاصره کرد و از تارابای خواست تا راجارام دوم را که وضعیت جسمی و روحی‌اش به طور قابل توجهی رو به وخامت گذاشته بود، آزاد کند. تارابای امتناع کرد و بالاجی باجی رائو به سمت پونا حرکت کرد، زیرا محاصره قلعه مستحکم و مجهز ساتارا آسان نبود. در همین حال، دماجی گئکواد، اومابای دبهاده و بستگانشان توسط مردان پیشوا دستگیر شدند.
بخشی از سربازان تارابای در پادگان ساتارا بدون موفقیت علیه او شورش کردند. او سر رهبر شورشیان، آناندرائو جادهاو، را برید. با این حال، او متوجه شد که قادر به مبارزه با بالاجی باجی رائو نخواهد بود و موافقت کرد که برای توافق صلح در پونا با او ملاقات کند. جانوجی بونسل ، که او نیز رقیب بالاجی باجی رائو بود، با ارتشی قوی در همسایگی پونا بود و موافقت کرد که از او در برابر هرگونه آسیبی محافظت کند. در پونا، بالاجی باجی رائو با احترام با او رفتار کرد و پس از کمی اکراه، تارابای برتری بالاجی باجی رائو را پذیرفت. او موافقت کرد که ستوان خود، بابورائو جادهاو، را که بالاجی باجی رائو از او خوشش نمی‌آمد، برکنار کند. در عوض، بالاجی باجی رائو او را بخشید. در ۱۴ سپتامبر ۱۷۵۲، این دو در معبد خاندوبا در ججوری سوگند یاد کردند و قول صلح متقابل دادند. در این مراسم سوگند، تارابای همچنین سوگند یاد کرد که راجارام دوم نوه او نیست. با این وجود، بالاجی باجی رائو، راجارام دوم را به عنوان چاتراپاتیِ اسمی و یک مقام تشریفاتیِ بی‌قدرت حفظ کرد